# Kesslerloch

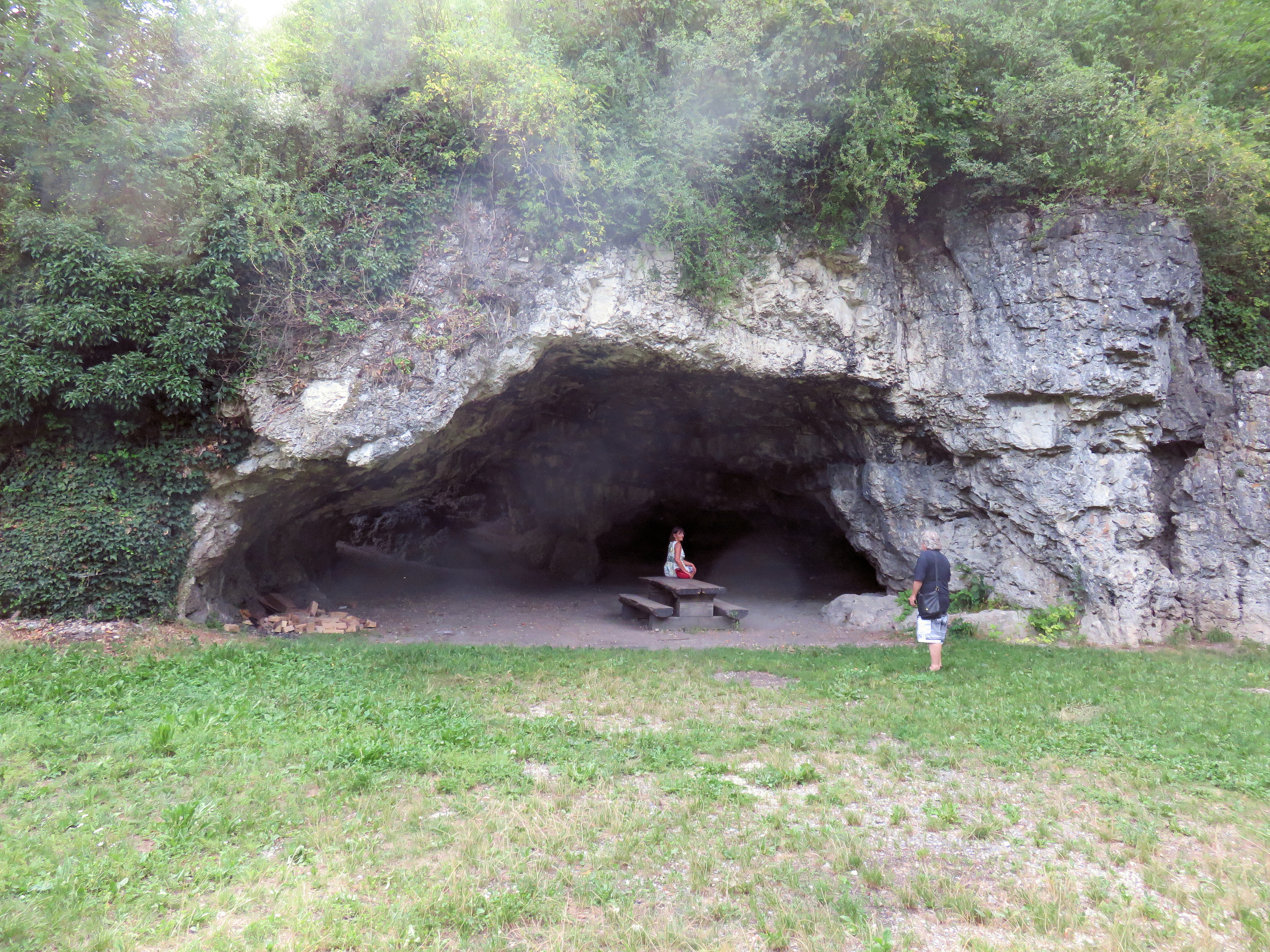
Kesslerloch bei Thayngen im Juli 2019

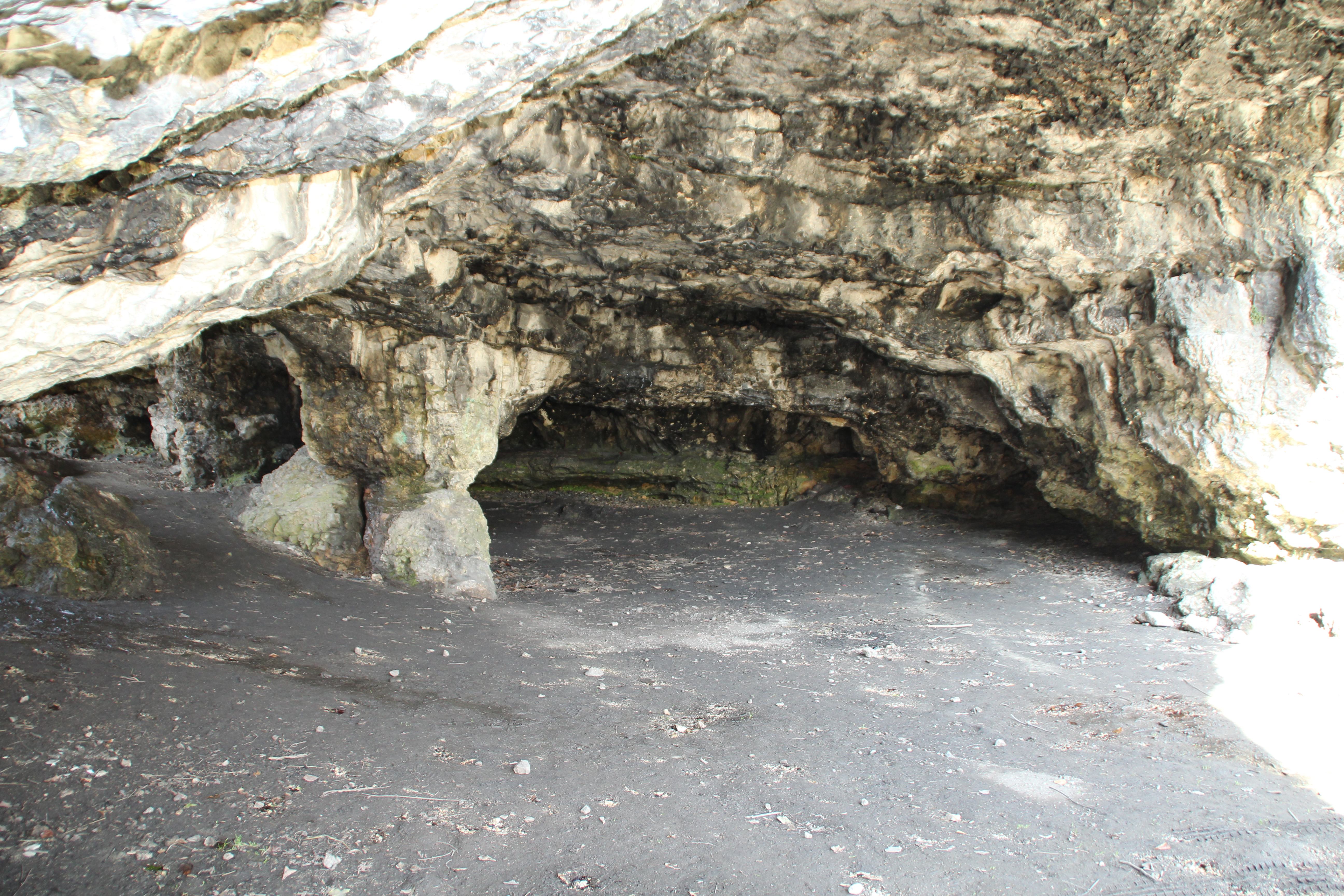
Inneres

Magdalenienfundstelle Nr. 29

Das Kesslerloch ist eine Höhle bei Thayngen im Kanton Schaffhausen in der Schweiz. Sie liegt im Herblingertal am Südostfuss der Reiat-Hochebene. Die Höhle ist ca. 200 m² gross und wird durch eine Steinsäule unterteilt. In prähistorischer Zeit benutzten vermutlich Rentierjäger vor 15'000 bis 11'000 Jahren (Jungpaläolithikum, Magdalénienkultur) die Höhle als Schutzort während der Sommermonate. Die Lage in einem Engtal war zudem günstig für eine Jagdstation, ähnlich etwa der Lage des nicht weit entfernten (ca. 15 km nordöstlich) Petersfels bei der deutschen Stadt Engen.
Die Höhle wurde mit dem Waldgrundstück und dem umliegenden Wiesland 1902 unter staatlichen Schutz gestellt.

## Grabungsarbeiten
Am 4. Dezember 1873 grub der Reallehrer Konrad Merk (1846–1914) zusammen mit seinem Kollegen D. Wepf und zwei Schülern ein erstes Mal im Kesslerloch. Ein Jahr später nahm er die ersten Grabungen vor. Die Ergebnisse wurden 1875 in den Mitteilungen der Antiquarischen Gesellschaft Zürich (Band XIX, Heft 1) publiziert. Jakob Nüesch, der 1894 die Höhle von Schweizersbild entdeckte, nahm 1893, 1898 und 1899 weitere Grabungen vor, 1902 und 1903 grub Jakob Heierli nach weiteren Funden. Die letzte Bohrung erfolgte 1980.

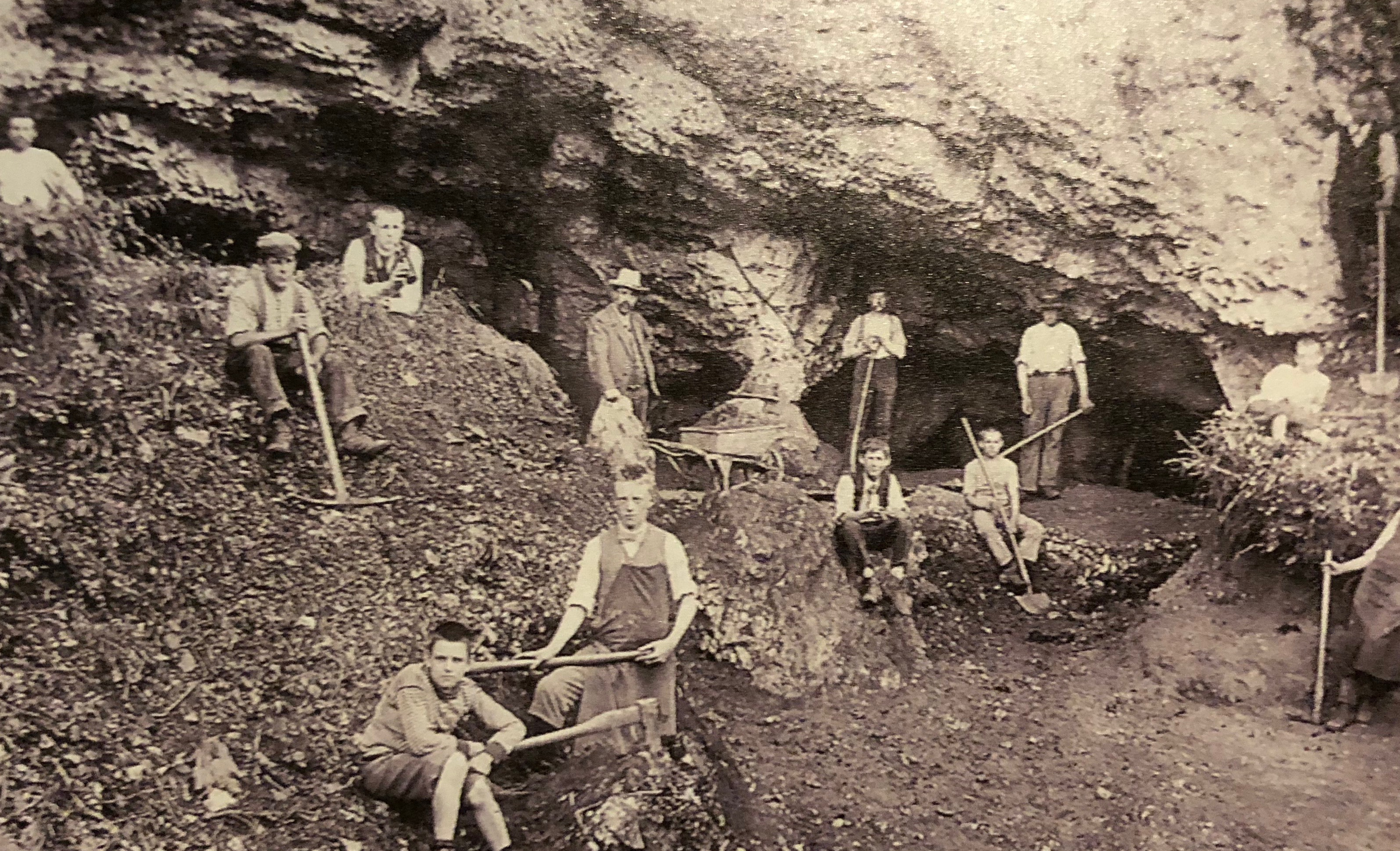
Ausgrabungen durch Jakob Heierli
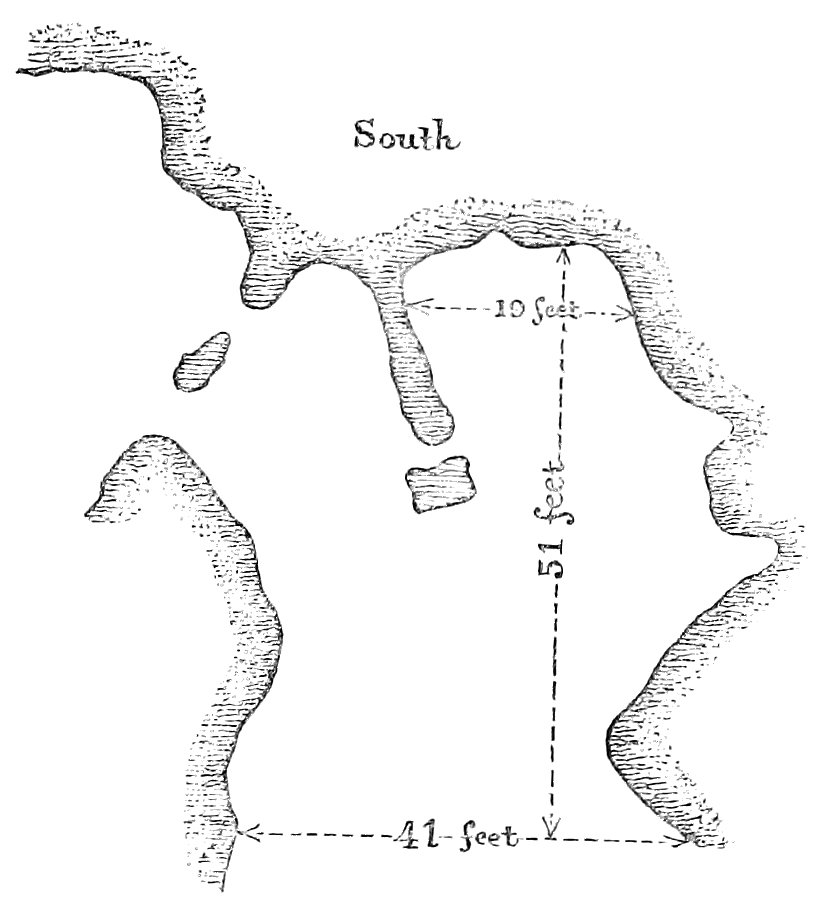
Plan
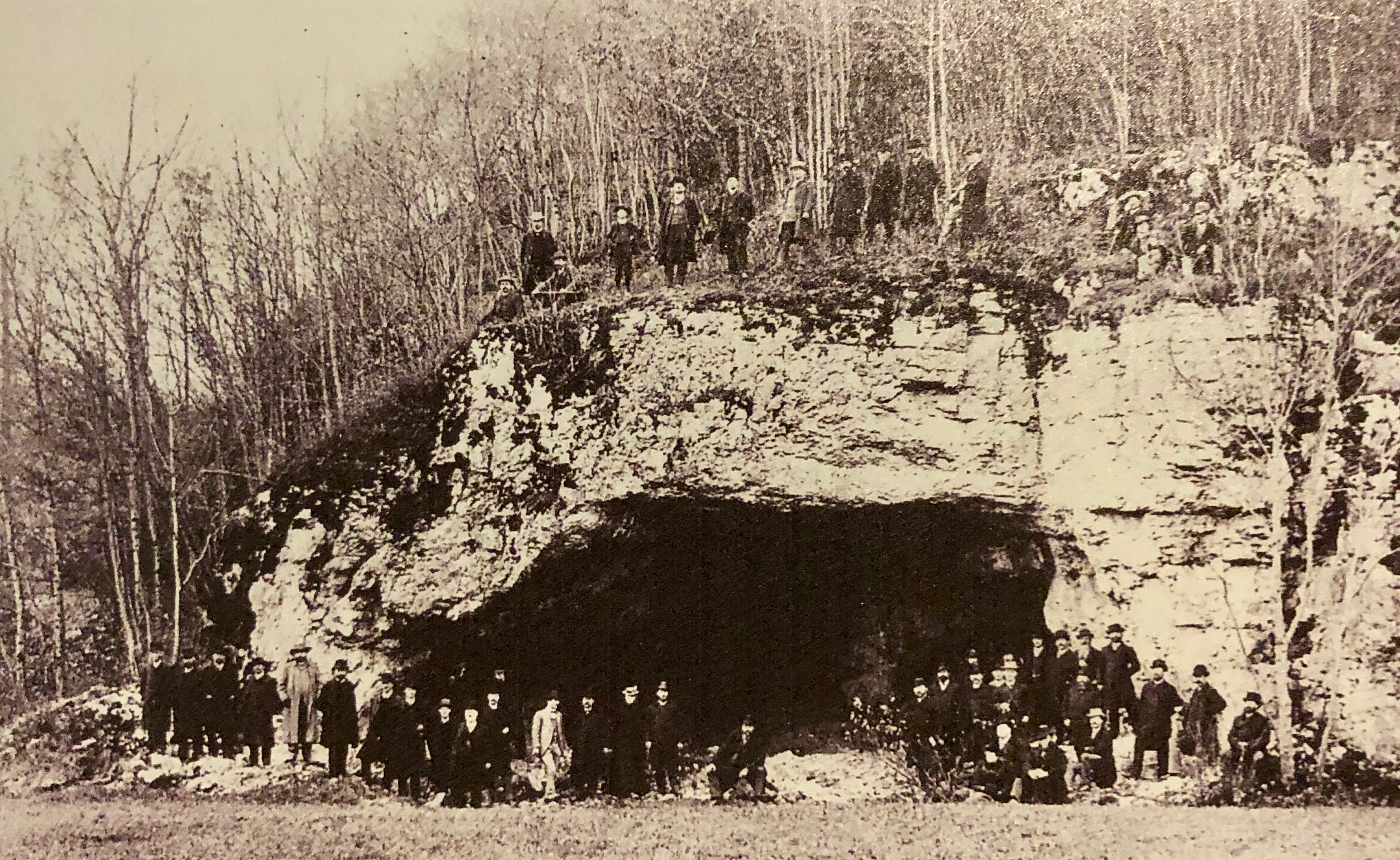
… 1902 und 1903

Die ersten Funde wurden kaum systematisch erfasst; manche wurden unter den Ausgräbern getauscht oder verkauft. Die Funde der ersten Ausgrabung erwarb Ludwig Leiner 1875 für das von ihm gegründete Rosgartenmuseum in Konstanz, weshalb das «Suchende Rentier» auch dort ausgestellt ist.
Zwei Ritzzeichnungen eines Fuchses und eines Bären stellten sich als Fälschungen heraus: Der Hilfsgräber Martin Stamm hatte 1875 seinen Neffen Konrad Bollinger damit beauftragt, die Tiere nach einer Vorlage aus dem Buch Die Thiergärten und Menagerien mit ihren Insassen in einen Knochen zu ritzen.

### Fundstücke

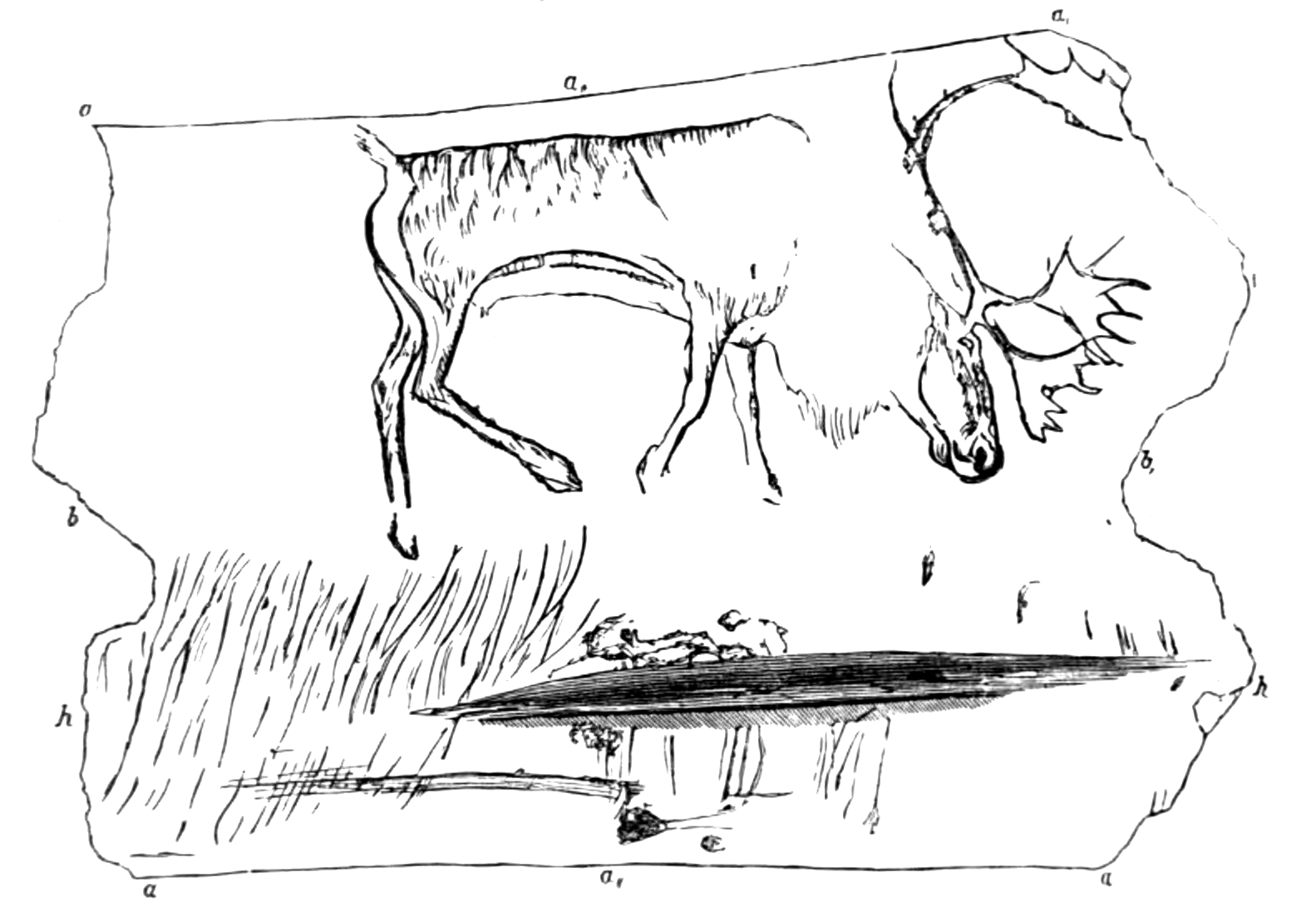
Rentierritzung

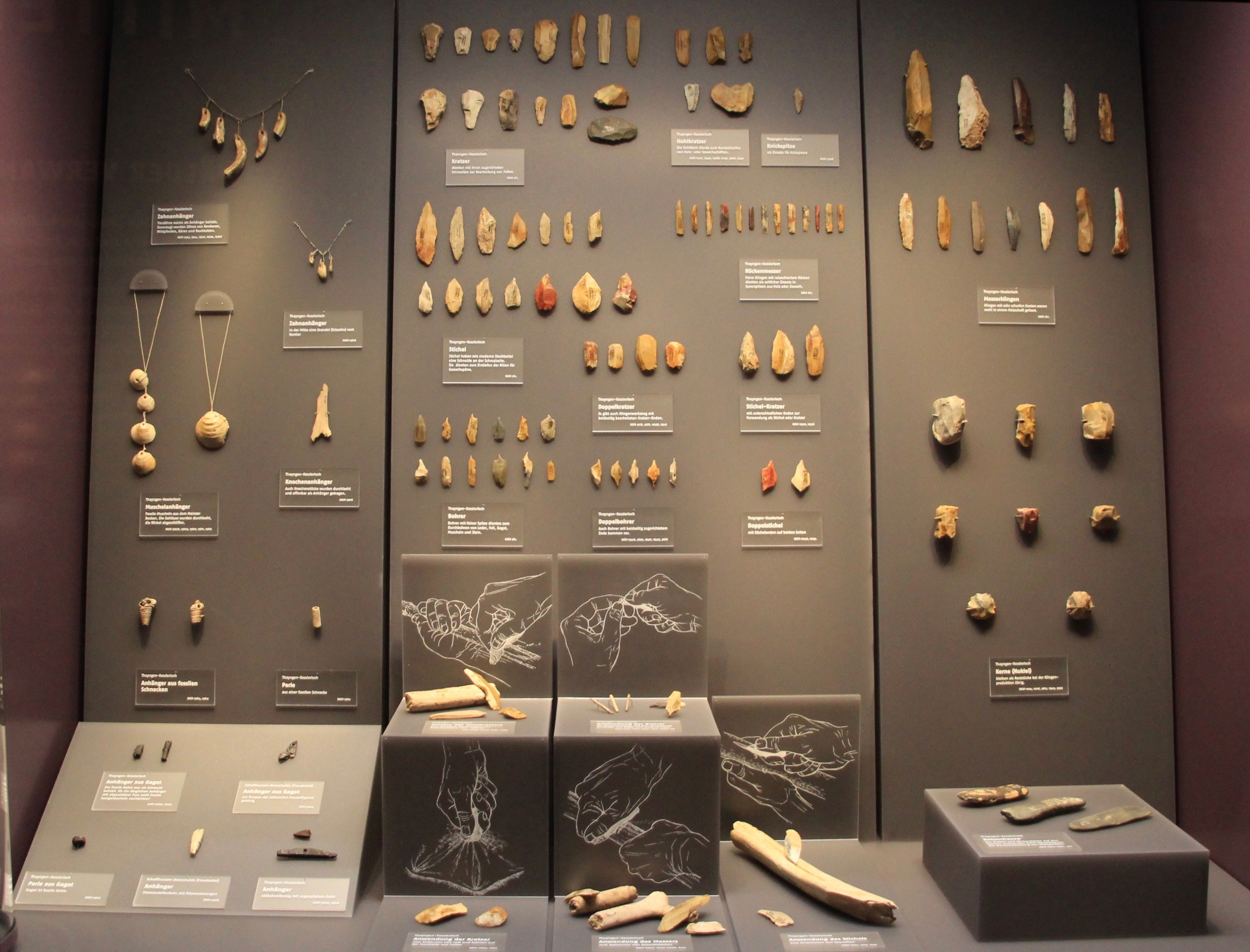
Fundstücke aus dem Kesslerloch im Museum zu Allerheiligen Schaffhausen

Bei den Grabungen wurden Knochen von 53 verschiedenen Tierarten wie Mammut, Rentier, Wollnashorn, Steinbock und Gämse gefunden. Knochen von Menschen wurden nicht entdeckt. Auch Steingeräte aus lokalem Silex und rund 200 Geschossspitzen wurden gefunden sowie Werkzeuge und Geräte aus Geweihen, Knochen und Elfenbein. Ein 1874 in der Höhle gefundenes Oberkieferstück eines Haushundes wurde auf ein Alter von 14'100 bis 14'600 Jahren datiert. Es ist damit einer der ältesten Nachweise für die Domestizierung des Wolfs in Mitteleuropa.
Berühmt wurde das Kesslerloch durch die Funde von Kleinkunst wie Anhängern und Lochstäben. Da viele Forscher den Menschen der Steinzeit noch keine Kunst zutrauten, galten die ersten künstlerisch gestalteten Funde als Sensation. Besonders bekannt ist die Ritzzeichnung des sogenannten «Suchenden eines Rentiers» (früher «Weidendes Rentier» genannt) auf einem Stück Rentiergeweih, wohl dem Bruchstück eines Lochstabs. Entdeckt hatte es der Geologe Albert Heim im Beisein von Jakob Messikommer am 4. Januar 1874. Zudem wurden die Venus vom Kesslerloch und Schmuckstücke aus Muscheln, Pechkohle, Schnecken und Tierzähnen gefunden.
Aufgrund einer «Verkettung unglücklicher Umstände» fanden «zwei heute leicht als plumpe Fälschungen erkennbare Wiedergaben von Fuchs und Bär» Eingang in Merks Fundbericht. Ludwig Lindenschmidt konnte sie als «Kopien aus einem zeitgenössischen Kinderbuch» identifizieren.

## Ausstellungen
Fundstücke aus dem Kesslerloch sind im Museum zu Allerheiligen in Schaffhausen ausgestellt. Das Diorama des Kesslerlochs aus dem Jahr wurde 1939 vom Museumstechniker Hans Wanner in Zusammenarbeit mit dem deutschen Bühnenbildner Juri Richter entwickelt. Obwohl es nicht mehr den neuesten wissenschaftlichen Forschungsergebnissen entspricht, war es ein Meilenstein in der Gestaltung von Museen.
Der Lochstab mit dem «Suchenden Rentier» ist im Besitz Rosgartenmuseums in Konstanz. Ausgestellt ist eine Kopie, das Original wird in einem Safe aufbewahrt. Weitere Kopien davon sind im Museum Allerheiligen und im Schweizerischen Landesmuseum in Zürich, wo auch weitere Fundstücke ausgestellt sind.

## Namensherkunft
Ihren Namen verdankt die Höhle den Jenischen (in der Ostschweiz früher Kessler genannt, heute noch als Nachname verbreitet), die in der frühen Neuzeit in umliegenden Gemeinden Töpfe und sonstiges Kochgeschirr (= Kessel) sammelten, in der Höhle reparierten und anschliessend wieder verkauften. Gemäss dem Forschungsbericht des Entdeckers Konrad Merk sollen noch Anfang 19. Jahrhundert umherziehende Kesslerfamilien jeweils hier Obdach gefunden haben.